# Sorol
Ne doit pas être confondu avec Sonsorol (île).
Sorol est un atoll corallien de six îles des États fédérés de Micronésie situé dans l'ouest des îles Carolines, dans l'océan Pacifique. Administrativement, il forme une municipalité de l'État de Yap. Dans le cadre des élections législatives internes à l'État de Yap, la municipalité constitue avec celles de Fais, de Ngulu et d'Ulithi le troisième district électoral. Ce district élit pour quatre ans un sénateur au scrutin uninominal majoritaire à un tour. L'atoll est aujourd'hui déserté.

## Géographie

### Localisation
L'atoll est situé à 160 km au sud de Fais et à 280 km au sud-est des îles Yap. Il est positionné à l'extrémité ouest de la plaque des Carolines, de mouvement ouest-nord-ouest, et qui se dirige vers la plaque des Philippines au bord oriental de laquelle sont situées les îles Yap. Les scientifiques ne savent pas si les deux plaques sont toujours en collision ou si la plaque des Carolines a commencé à passer au-dessous de celle des Philippines. L'atoll est localisé sur la partie sud de la dorsale des Carolines, séparée de la partie nord par la fosse océanique de Sorol,.

### Géologie et topographie
Sorol est un atoll corallien de 12,5 km de long jusqu'à 3,5 km de large. Il comporte en son centre un lagon s'étendant sur 7,1 km2 et d'une profondeur maximale de 45 m. La côte nord de l'atoll consiste en un récif d'où émerge le long du bord nord six îles d'une hauteur maximale de 2 à 3 m ainsi que des nombreux bancs de sable stériles, pour une superficie totale des terres émergées de 0,934 km2. Les îles sont d'est en ouest, Piglor, Sorol qui fut autrefois habitée, Piilalai, Faluwaichich, Pigelwol, Pigelmol. La côte sud de l'atoll est plus fine et comporte deux passages vers le lagon,. L'ancrage est bien protégé des vents du nord-est.
| Nom local    | Nom selon la NGA | Longueur (km) | Largeur (km) | Superficie (km2) | Distance avec l'île suivante (km) | Coordonnées                  |
| ------------ | ---------------- | ------------- | ------------ | ---------------- | --------------------------------- | ---------------------------- |
| Piglor       | Bigelor          | 0,147         | 0,082        | 0,022            | 0,438                             | 8° 06′ 52″ N, 140° 25′ 01″ E |
| Sorol        | Sorol            | 1,870         | 0,200        | 0,565            | 0,140                             | 8° 07′ 25″ N, 140° 24′ 23″ E |
| Piilalai     | Birara           | 0,684         | 0,050        | 0,026            | 1,450                             | 8° 08′ 06″ N, 140° 24′ 00″ E |
| Faluwaichich | Falewaidid       | 0,202         | 0,070        | 0,017            | 2,570                             | 8° 08′ 38″ N, 140° 23′ 12″ E |
| Pigelwol     | Bigeliwol        | 0,380         | 0,120        | 0,037            | 1,930                             | 8° 09′ 02″ N, 140° 21′ 41″ E |
| Pigelmol     | Bigelimol        | 0,667         | 0,153        | 0,087            | —                                 | 8° 09′ 20″ N, 140° 20′ 25″ E |

### Climat
Le climat sur Sorol est équatorial, chaud, modérément humide et pluvieux tout au long de l'année. Dans l'ensemble des États fédérés de Micronésie, la température est relativement uniforme tout au long de l'année : généralement entre 22 et 25 °C la nuit et 30 et 32 °C la nuit,. Le 23 juin 1990, le futur typhon Percy, alors une tempête tropicale, est passé au sud de l'atoll, le 23 juin 1990 et l'a sérieusement endommagé. L'île de Pigelmol a été coupée en deux et une autre île a perdu le tiers de sa surface à cause de l'action des vagues. Les plantations de taro, les cocotiers et d'autres cultures vitales à la vie dans l'atoll ont été en grande partie anéanties. Douze ans plus tard, le 3 mars 2012, le typhon de catégorie 5 Mitag passe sur l'atoll. Les dégâts ne sont pas connus, l'île étant inhabitée.

### Environnement

#### Flore
La végétation de Sorol, Piilalai, Fuluwaichich, Pigelwol et Pigelmol, est principalement composée d'une forêt de cocotier et de Tournefortia argentea, avec en moindre proportion du Pandanus. D'autres grands arbres des genres Artocarpus et Ficus et des espèces Barringtonia asiatica et Pisonia grandis s'observent également, sauf sur Piilalai, mais beaucoup montrent des dégâts liés aux tempêtes et certains ne sont plus qu'à l'état de troncs morts. La forêt s'étend jusqu'à la plage ou est remplacée par une bordure étroite, discontinue mais dense d'arbustes et de petits arbres, généralement Scaevola taccada et Tournefortia argentea. Un maquis côtier clairsemé se trouve sur des bancs de sable et de gravier entre la forêt et la côte. L'île de Piglor n'est plus qu'une bande de sable et de graviers, la végétation ayant été emportée par les tempêtes.
Deux parcelles de forêt de l'atoll sont intégrées en 2016 au programme de surveillance et d'analyse de l'évolution de la végétation Micronesia Challenge Forest Inventory and Analysis Program. L'état du couvert végétal doit faire l'objet d'un enregistrement tous les cinq ans.

#### Faune terrestre
Vingt-deux insectes sont identifiés sur l'île de Sorol lors d'une mission scientifique en octobre 1952. Ce sont deux espèces de sauterelles (Phisis holdhausi, Phisis willemsei), quatre coléoptères (Carpophilus davidsoni, Carpophilus maculatus) dont un coléoptère sauteur (Aphthona nanyoensis) et un chrysomèle (Brontispa mariana), deux cicadelles (Deltocephalus subviridis, Balclutha hebe), un chrysope (Chrysopa oceanica), trois mouches (Dacus frauenfeldi, Ischiodon scutellaris, Boettcherisca karnyi), un insecte à allure de moustique (Limonia jocularis), deux psoques (Caecilius kraussi, Lobocaecilius fennecus), une punaise (Nysius pulchellus), deux cochenilles (Drosicha littorea, Pulvinaria urbicola), trois fulgores (Ugyops kinbergi palauana, Kamendaka lar, Lamenia caliginea sory) et un puceron (Aphis gossypii).
Parmi les reptiles, cinq espèces de geckos et six de scinques sont présentes. Les scinques Emoia caeruleocauda et Emoia impar sont les plus communs sur l'atoll tandis que le gecko Lepidodactylus moestus est le reptile qui s'est le plus propagé puisque présent sur quatre des six îles. La présence des scinques Emoia atrocostata, Emoia boettgeri, Emoia cyanura et Lamprolepis smaragdina ainsi que des geckos Gehyra insulensis, Gehyra oceanica, Lepidodactylus lugubris et d'un autre membre du genre Lepidodactylus est attestée. Le varan (Varanus indicus) a été introduit sur l'île de Sorol durant l'administration japonaise. Observé sur l'île de Piglor, il peut occasionnellement aussi atteindre Piilalai, ces deux îles étant accessibles à marée basse ou au moyen d'une courte nage. Il mange fréquemment les œufs des deux espèces de tortue rencontrées, Chelonia mydas et Eretmochelys imbricata, ainsi que les œufs des oiseaux,.
L'atoll abrite douze espèces d'oiseaux de mer répandues dans le Pacifique oriental : Fou à pieds rouges, Fou brun, Fou masqué, Frégate ariel, Frégate du Pacifique, Gygis blanche, Noddi brun, Phaéton à brins rouges, Sterne fuligineuse, Sterne diamant et Sterne huppée. D'après une observation scientifique menée fin juin-mi juillet 2011, les activités de reproduction sont limitées aux îles de Fuluwaichich, Pigelwol et Pigelmol. D'anciens résidents rapportent que plusieurs milliers de sternes fuligineuses nichent dans l'atoll en octobre et novembre de chaque année. L'absence apparente de nidification importante sur l'île de Sorol reflète probablement l'abondance des prédateurs introduits, rats (Rattus rattus et Rattus exulans) et varans (Varanus indicus). Les îles de Piglor et de Piilalai, accessibles aux prédateurs depuis Sorol, n'ont vraisemblablement pour cette raison pas livré de traces de nichage.
L'atoll de Sorol comporte une importante colonie de crabes de cocotier, connu pour sa capacité à casser des noix de coco grâce à ses fortes pinces. L'île de Pigelmol en possède une forte densité mais ils sont rares sur l'île de Sorol, peut-être à cause de la surexploitation du lieu par les anciens résidents, la prédation par les rats, les cochons et les varants et la concurrence d'autres espèces de bernard l'hermite. 

#### Faune et flore du lagon
La faune et la flore aquatique du lagon sont assez mal connus : seize espèces d'algues benthiques sont attestées à la fin des années 1960. Le lagon accueille des vivaneaux, des poissons-anges nains flammes, des poissons du genre platax mais aussi des grands gaterins, des carangues, des barracudas, des requins et de nombreux coraux.
Une tentative infructueuse de transplantation de Trochus niloticus est menée par les autorités japonaises dans les années 1930 selon R. Gillett qui cite un article de J. R. McGowan qui, cependant, ne mentionne pas Sorol. Une deuxième est réalisée le 22 janvier 1992 : 500 individus provenant de l'atoll d'Ulithi, transportés par bateau, ont été implantés à Sorol. Les résultats sur le long terme de cette expérience ne sont pas connus.

### Démographie
L'île de Sorol comptait 13 habitants en 1958, 8 en 1973 et 7 en 1980. Elle est inhabitée à compter du recensement de 1987, et en 2010.

## Histoire
L'île est observée pour la première fois par un européen le 22 janvier 1565, par l'espagnol Alonso de Arellano à bord de la patache San Lucas. Échaudés par des premiers contacts agressifs de la part des autochtones des îles Truk et notamment par une ruse qui a coûté la vie à deux de ses marins et blessé un troisième — les habitants de l'atoll de Pulap, précédemment visité, les ont attirés à terre en leur proposant de l'eau et du bois avant de les attaquer — les espagnols tirent sur les indigènes qui viennent à eux armés et se saisissent de leurs canots et de leurs armes pour le bois.
Les îles Carolines sont sous domination espagnole du XVIe siècle jusqu'à la fin du XIXe siècle, mais la plupart des communautés des îles de l'actuel État de Yap n'ont que peu de contacts avec les Européens et vivent en toute indépendance. En 1885, à la suite d'un conflit entre l'Espagne et l'Allemagne, l'arbitrage de Léon XIII en confirme la possession à l'Espagne contre des avantages commerciaux pour l'Allemagne. Celle-ci acquiert ces îles en 1899 et les intègrent à la Nouvelle-guinée allemande. Au début de la première guerre mondiale, en 1914, l'empire du Japon occupe la zone. Cette occupation est légalisée dans le cadre du mandat des îles du Pacifique créé en 1919 par la Société des Nations. Les îles Carolines passent sous le contrôle des États-Unis en 1944 et les administrent en tant que Territoire sous tutelle des îles du Pacifique dans le cadre d'un mandat de l'ONU reçu en 1947. Les États fédérés de Micronésie accèdent à l'indépendance en 1986.

## Toponymie
L'atoll de Sorol a été dénommée Philip inseln, Phil(l)ip islands, Saraon, Saroan, Sarol, Soral, Sorolgruppe, Sorol Islands, Sororu, Sorou To, Zaraol, Zarol,. Lors de l'occupation japonaise, Sorol a reçu le nom de Sororu-tō et Piilalai les noms de Bigara To et Birara-tō.

## Administration
Sorol est une municipalité de l'État de Yap, dans les États fédérés de Micronésie. Les yapais pouvant se réclamer de l'atoll de Sorol, bien qu'actuellement déserté, élisent un maire qui l'administre. Dans le cadre des élections législatives internes à l'État de Yap, la municipalité constitue avec celles de Fais, de Ngulu et d'Ulithi le troisième district électoral. Ce district élit pour quatre ans un sénateur au scrutin uninominal majoritaire à un tour,,. Au niveau national, l'ensemble de l'État de Yap élit un sénateur au mandat de deux ans et un sénateur au mandat de quatre ans pour le Congrès des États fédérés de Micronésie.

Situation de Sorol
États fédérés de Micronésie.
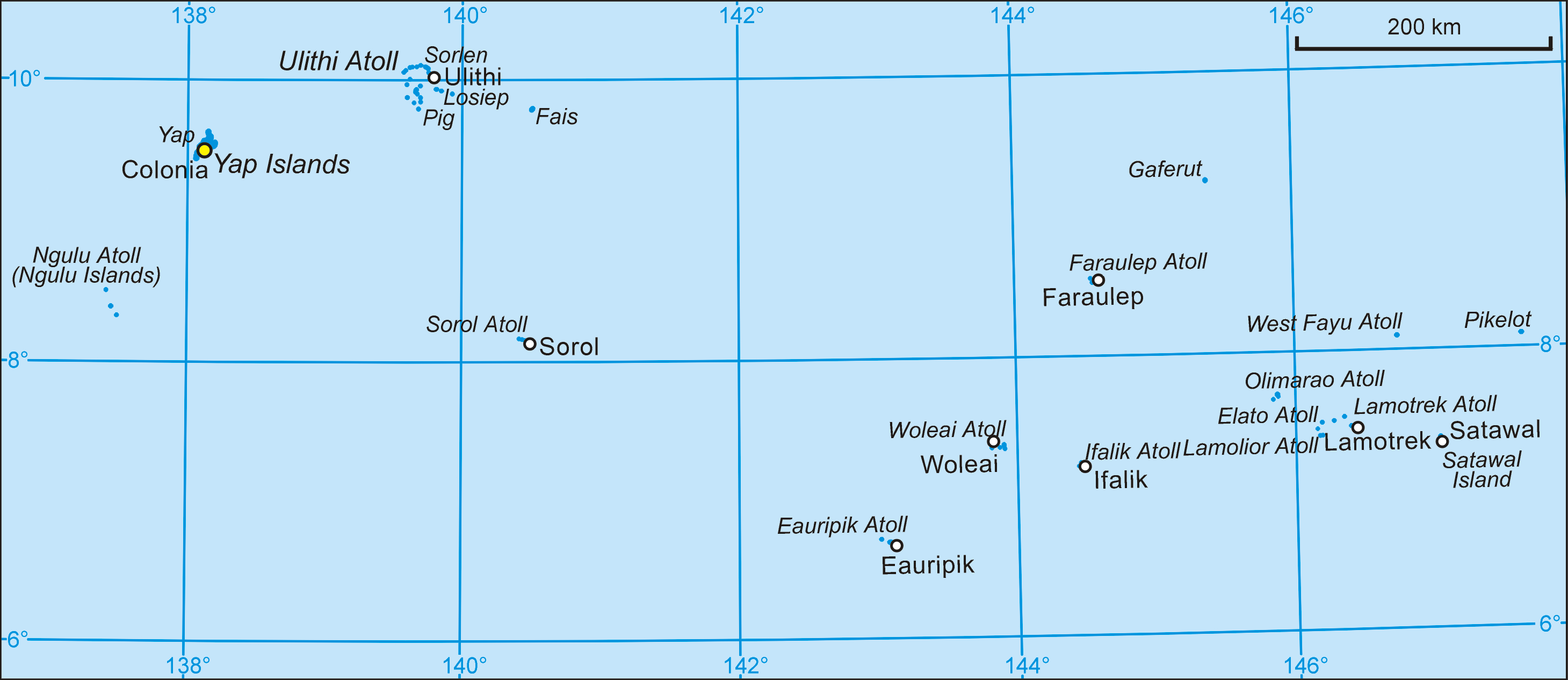
État de Yap.

## Population et société
L'atoll a été habité de manière clairsemée et intermittente pendant la plus grande partie de son histoire, habituellement avec 10 à 20 personnes vivant dans un petit village sur l'île de Sorol, aujourd'hui en ruine, tout comme l'école. Les insulaires visitaient les autres îles de l'atoll pour pêcher et ramasser des crabes, des tortues, des oiseaux, des œufs d'oiseaux, des noix de coco et d'autres ressources,. L'île aurait été abandonnée à la suite d'un typhon, la population ayant été transférée sur une autre île. Auparavant, en 1975, peu de temps après qu'un typhon ait touché Ifalik, des familles sont venues temporairement s'installer sur des terres que leur clan possède à Sorol. Les insulaires d'autres atolls viennent parfois sur l'atoll, mais ces visites sont peu fréquentes étant donné les distances à parcourir.